# Perophthalma tullius
Espèce
Perophthalma tullius est une espèce d'insectes lépidoptères (papillons) de la famille des Riodinidae et au genre Perophthalma.

## Taxonomie
Perophthalma tullius a été décrit par Johan Christian Fabricius en 1787 sous le nom de Papilio tullius.

### Noms vernaculaires
Il se nomme Tullius Metalmark en anglais

## Description
Perophthalma tullius est un papillon de couleur ocre roux avec aux ailes antérieures un très gros ocelle noir doublement pupillé de bleu métallisé et cerclé d'une fine ligne jaune.

## Biologie
La plante hôte de sa chenille est Palicourea guianensis.

## Écologie et distribution
Perophthalma tullius est présent au Mexique, en Guyane au Venezuela et au Brésil.

### Biotope
Il réside dans la forêt tropicale amazonienne.

### Protection
Pas de statut de protection particulier.